# غرفة تخص المرء وحده
غرفة تخص المرء وحده(بالإنجليزية: A Room of One's Own)‏ هي مقالة مطولة بقلم فرجينيا وولف. نشرت في 24 أكتوبر 1929،  واستندت على سلسلة من المحاضرات التي ألقتها وولف في كلية نيونهام وكلية غيرتون وهما كليتان نسائيتان في جامعة كامبريدج في أكتوبر 1928. في الواقع يعتمد هذا المقال على رواية وسرد لاستكشاف النساء بدور الأديبة والشخصية الخيالية، إلا أن المخطوطة التي قدمت سلسلة المحاضرات والتي كانت بعنوان «المرأة والخيال»، نشرت في مجلة المنتدى في مارس 1929،  وبالتالي فإن المقال يعتبر غير خيالي. ويعتبر مقال عموما نصا نسويا، ويلاحظ في مناقشته لكل من المساحة الحرفية والتصويرية للأديبات ضمن التقاليد الأدبية التي يسيطر عليها النظام الأبوي.
مقطع من كتاب «غرفة تخص المرء وحده» ترجمة عهد صبيحة، إصدار دار نينوى-دمشق 2017 «لقد أدَّت النّساء طوال هذه القرون دورَ المرايا بكلِّ ما تمتلكه من سحر وسُلطة حلوة، عاكسة بذلك صورة الرجل على نحو مضاعف عن حجمه الطبيعيّ. ومن دون تلك السلطة، ربَّما، بقيت الأرض مجرَّد مستنقعات وغابات، ولكانت أمجاد حروبنا كلّها مجهولة، ولكُنَّا حتَّى الآن نرسم الخطوط العريضة لأحد الغزلان على بقايا عظام الغنم، ونقايض حجر الصوَّان بجلود الخِراف أو بأيِّ حلية بسيطة تثير اهتمام ذوقنا البدائيّ، ولمَا وُجِد الرّجل الخارق (سوبرمان)، ولا حتَّى المستبدّ، ولمَا لبس القياصرة ولا الأباطرة تيجانهم، ولمَا خسروها أيضاً. وأيّما كان استعمال المرايا في المجتمعات المتحضِّرة فهي جوهريَّة في أعمال العنف والبطولة. وهذا هو السبب في أنَّ كلّاً من نابليون وموسوليني أكّدا، وبشدَّة، على دونيَّة النّساء، فلولا هذه الدونيَّة لتوقَّفَ كلاهما عن التضخُّم. وهذا يفسِّر، على نحو جزئيّ، قلق الرّجال من فقدهم النّساء، ويفسِّر اضطرابهم عندما يخضعون لنقدها، واستحالة أن تقول لهم إنَّ كتاباً كتبوه سيّئ، وإنَّ صورةً رسموها ضعيفة، أو أيَّ شيءٍ كان دون أن تتسبَّب في ألم وغضب عظيمين أكثر ممَّا قد يسبّبه لو أنَّ رجلاً هو من قدَّم النقد. فلو قالت المرأة الحقيقة لانكمشت صورة الرجل على المرآة، ولقلَّت لياقته للحياة. وكيف عندها سيستمرُّ في إطلاق الأحكام وتهذيب البدائيّين، وسنّ القوانين، وتأليف الكتب، والتباهي بالثياب، وإلقاء الخطب على الموائد لو لم يكن يستطيع رؤية نفسه عند الإفطار وعند الغداء أكبر من حجمه الحقيقيّ مرَّتين على الأقلّ؟ هكذا صرتُ أفكِّرُ وأنا أكسرُ رغيفَ الخبز، وأحرِّك قهوتي، وأقلِّب نظري من حين إلى آخر بين المارَّة في الطريق. إنَّ الصّورة المنعكسة على المرآة أمرٌ في غاية الأهميَّة، لأنَّها تشحن الحيويَّة، وتحفّز الجهاز العصبيّ. فلو حَرَمنا الرّجل منها لربَّما مات مثلما يموت مدمن الكوكايين عند حرمانه منه».

## التاريخ
بُنيت المقالة على محاضرتين قامت الكاتبة بتقديمهم في السادس والعشرين من شهر أكتوبر عام 1928 لاثنين من الجمعيات الطلابية في كامبريدج، جمعية نيونهام للفنون في كلية نيوهام، وجمعية ودكا في كلية غيرتون، على التوالى السي دونكان جونز والتي عُرفت فيما بعد بالسي فار، كانت رئيسة جمعية نيونهام للفنون في هذا الوقت وكتبت تقرير عن مقالة «المرأة والخيال»، لمجلة الكلية. ظلت وولف في نيونهام استجابة لدعوة من برنل ستراشي، مدير الكلية والذي تُعتبر عائلته أعضاء رئيسيين في مجموعة بلومزبري. وكانت فيتا ساكرفيل-ويست.[3][4] رفيقة الكاتبة في مدينة جيرتون. لقد تم نشر المقالة ككتاب من ستة فصول في عام 1929.[5]

## الموضوعات

### ذا فور ماريز
لقد جاء عنوان المقالة من المفهوم الراسخ عند الكاتبة وهو «أن من حق المرأة أن يكون لديها مال وغرفة خاصة بها إذا أرادت كتابة القصص الخيالية». [2]
تمت الإشارة من الراوية في المقدمة قائلًة: «ها أنا هنا. يمكنك مناداتي (ماري بيتون، ماري سوتون، ماري كارمايكل)، أو بواسطة أي اسم تود فهذا لن يشكل أية أهمية».[6] هؤلاء السيدات كانوا مساعدات ماري، ملكة الاسكتلنديين؛ فهم شخصيات في القصة الاسكتلندية من القرن السادس عشر، ماري هاميلتون، وهي قصة عن سيدة في انتظار مواجهة حكم الإعدام لولادتها طفل من الملك ثم قتلها إياه. [7][a]
من خلال الإشارة إلى حكاية امرأة رفضت الأمومة وعاشت خارج الزواج، امرأة
على وشك أن تُشنق فإن الراوية تُعرِّف الكُتَّاب النساء مثلها كالخارجين في مكان يمثل خطرًا محتملًا عليهم.

### حصول المرأة على التعليم
تنوه الكاتبة على أنه تم منع النساء من الكتابة؛ بسبب القيود التي تواجهها وفقرهم النسبي: «في المقام الأول لكي تحصل على مكان خاص بها، ناهيك عن غرفة هادئة أو غرفة واقية من الصوت، لم يكن مهمًا إلا إذا كان والداها أغنياء بشكل استثنائي أو من عائلة نبيلة جدا، واستمر هذا الوضع حتى بداية القرن التاسع عشر».. [9]
وتبحث المقالة فيما إذا كانت المرأة قادرة على إنتاج، أو في الواقع حرة في إنتاج، عمل من نوعية أعمال وليام شكسبير، وفي معالجة القيود التي تواجهها الكاتبات في الماضي والحاضر.
يعتقد والد الكاتبة، السير ليزلي ستيفن -تماشياً مع تفكير العصر- أنه: يجب إرسال أولاد العائلة فقط إلى المدرسة. أثناء تقديم المحاضرة الموضحة في المقال تحدثت الكاتبة إلى النساء الاتى لديهن الفرصة للتعلم في إطار رسمي. فهى تنتقل بجمهورها لمحاولة فهم أهمية تعليمهم، وتحذرهم من عدم استقرار وضعهم في المجتمع. ثم تلخص المحاضرة بالمقارنة بين كيف تُعتبر المرأة مثالية في الروايات التي كتبها الرجال، وكيف عاملها المجتمع الذكوري في الحياة الحقيقية: منذ بداية الزمان أحُرقت النساء مثل المنارات في جميع أعمال الشعراء. في الواقع، كان للمرأة وجود محفوظ في قصص الخيال المكتوبة بواسطة الرجال، يمكن للمرء أن يتصورها ذو أهمية قصوى من خلاله، فهي مختلفة جدا، بطولية، رائعة، وجميلة، عظيمة مثل الرجل، بل والبعض يعتبرها أعظم، لكن هذه مجرد امرأة في الخيال. أما في الواقع - كما يشير الأستاذ تريفيليان- لقد تم حبسها وضربها ونبذها في الغرف. وهكذا تظهر تركيبة غريبة، ففي الخيال أنها هي ذات أهمية قصوى، أما عمليا فهي تافهة تمامًا. هي تملء الشعر من البداية للنهاية، ولكنها غائبة عن التاريخ. في الخيال تهيمن على حياة الملوك والفاتحين، وفي الواقع كانت عبدة أي صبي أجبره والده على وضع خاتم حول إصبعها. في الخيال تقع من شفتيها الكلمات الأكثر إلهامًا والأفكار العميقة. أما في الحياة الحقيقية بالكاد تستطيع القراءة؛ نادرًا ما تتهجى وهي ملكًا لزوجها. [10]

#### جوديث شكسبير
هذا القسم يدور حول شخصية خيالية، انظر أيضا جوديث كيني
تحدثت الكاتبة في هذا القسم عن شخصية خيالية، وهي جوديث، أخت شكسبير، لتوضح أن امرأة لديها موهبة مثل شيكسبير كانت ستحرم من فرصة تطويرها. شأنها شأن الكاتبة التي بقيت في المنزل بينما ذهب إخوتها إلى المدرسة، فجوديث أيضًا قد حوصرت في المنزل «كانت جوديث مغامِرة، مبدعة، محبة لرؤية العالم كما كان. لكنها لم تُرسَل إلى المدرسة قط».. [11]
في الوقت الذي يتعلم فيه ويليام، كان يتم انتقاد جوديث من قبل والديها إذا حدث أن التقطت كتابًا؛ فهذا حتمًا سيعطلها عن بعض الأعمال المنزلية. تمت خطبة جوديث وكلما أبدت عدم رغبتها بالزواج، يهاجمها والدها، ويجبرها على الزواج.
بينما يؤسس ويليام نفسه، تكون جودث محاصرة بما هو متوقع من النساء. فتهرب من البيت إلى لندن. وعندما تحاول أن تصبح ممثلة، تتعرض للمضايقة والسخرية، ثم تصبح حاملا من قبل مُخرج قال أإنه سيساعدها. وفي النهاية تقتل نفسها و«وتُدفن الأكاذيب في بعض الطرق المتقاطعة، حيث تتوقف الحافلات خارج منطقة إليفانت أند كاسيل». ويستمر ويليام في حياته ويؤسس إرثه. [12]

## بناء تاريخ لكتابة المرأة
تقوم الكاتبة في هذا المقال بإنشاء تقريرًا نقديًا وتاريخيًا للكاتبات النساء حتى الآن. فهي تتفحّص مهنة العديد من المؤلفات الإناث، بما في ذلك أفرا بهن، جين أوستن، الأخوات برونتي، آن فينش، كونتيسة وينشلسا، وجورج إليوت.
بالإضافة إلى ذلك، فقد ناقشت أعمال الباحثة النسائية البارزه جين الين هاريسون والتي قالت عنها أنها تُعتبر مصدر إلهام لها.
```
تم تقديم هاريسون في المقال فقط من خلال أحرفها الأولى مفصولة بمسافات طويلة، حيث قدمتها الكاتبة لأول مرة قائلة «هل يمكن أن تكون ج----- ه---، هي الباحثة الشهيرة بنفسها؟». 
[13]
```

كما ناقشت أيضًا أعمال ريبيكا ويست، وبسؤال ديزموند ماك كارثي -المشار إليه ب«ذى»- عن رأيه، فقد أظهر الرفض الشديد لها باعتبارها «تؤيد النسوية بكل معنى الكلمة».[13]
من بين جميع الرجال الذين تعرضوا للهجوم بسبب آرائهم حول النساء، تم ذكر إي. سميث، إيرل بيركينهيد الأول -ويشار إليه بـ "اللورد بيركينهيد، على الرغم من أن الكاتبة لا تدعم أفكاره، قالت أنها: «لن تواجه مشكله نسخ رأي اللورد بيركينهيد في كتابات النساء» [14] وقد كان بيركينهيد من معارضين فكرة الاقتراع.[15]
يقتبس المقال أيضًا من أوسكار براوننج، بعض كلمات سيرة حياته: «ربما تكون غير دقيقة». والتي كُتبت بواسطة وروثمان،[16] «إن الانطباع الذي تكون لديه بعد النظر في أي مجموعة من أوراق الاختبار، هو أنه، بغض النظر عن العلامات التي قد يعطيها، كانت أفضل امرأة فكريًا أدنى من أسوأ رجل»..[17]
بالإضافة إلى هذه الإشارات، أشارت الكاتبة بمهارة إلى العديد من أبرز المفكرين في ذلك الوقت. لقد أصبح استخدامها للاسم المختلط لجامعة أكسفورد وجامعة كامبردج - أوكسبريدج - مصطلحًا مشهورًا، على الرغم من أنها لم تكن أول من استخدمه.

## السحاق
وفي جزء آخر تستكمل الكاتبة وتصف عمل كاتبة من كاتبات الخيال وهي ماري كارمايكل، واستشهدت الكاتبة فيه بالسحاق قائلة «يمكنني أن أقول لكم إن الكلمات التالية التي قرأتها كانت – كلوى تحب اوليفيا... لا تبدئي. لا تخجلى. دعونا نقرّ في خصوصية بأن هذه الأشياء تحدث أحيانًا في مجتمعنا. أحيانًا قد تقع المرأة في حب امرأة أخرى». [18][19]
أشارت الكاتبة إلى أن تجربة الفحش والاضطراب العام، نتجت عن نشر رواية رادكليف هول ذات الطابع السحاقي « بئر العزلة». (1928).
قبل مناقشة إعجاب كلوي بأوليفيا يجب أن تتأكد الراوية بأن السير شارتريس بيران، قاضى المحاكمة ضد الفحش ليس واحدا من الجمهور«هل هناك أي رجال في الحاضرين؟ هل تعدون بأنه لن توجد شخصية مثل السير شارتريس بيرلن؟ هل تؤكدون لى أننا جميعا نساء؟ حسنا إذًا ربما اقول لكم»… [18]
يعتقد العالم الصوفي والناقد النسائي جين ماركوس أن الكاتبة كانت تعطي رادكليف هول وغيرها من الكتاب عرض توضيحي لكيفية مناقشة السحاق بتكتم؛ تفاديًا للمحاكمة بجريمة الفحش». كانت الكاتبة تقدم لزميلتها الموقوفه درسًا في كيفية إعطاء حديث للسحاقيات، وكتابة أعمال مثلية، والفرار من المُسألة».[20]
ويصف ماركوس جو وصول ووجود الكاتبة في كلية المرأة مع عشيقتها فيتا ساكفيل-وست بأنها «مثلية».
فقد شعرت الكاتبة بالراحة في مناقشة السحاق أثناء محادثاتها مع الطالبات لأنها تشعر أن كلية المرأة مكان آمن وأساسي لمثل هذه المناقشات.

## نقد
لاقت الكاتبة الكثير من الأنتقادات في هذا الموضوع، وقامت الكاتبة الروائية أليس ووكر بتحقير مقال الكاتبة؛ لاستبعادها أعمال الكاتبات اللاتي لا يملكن الوسائل التي يمكنهن من خلالها الحصول علي غرفة خاصة بهم.
وتقول في كتابها بحثًا عن حدائق أمهاتنا: نثر المرأة: «كتبت فيرجينيا وولف في كتابها «غرفة خاصة» أنه لكي تكون المرأة كاتبة خيال، يجب أن يكون لها شيئان، بالتأكيد: غرفة خاصة بها -مع مفتاح وقفل- وما يكفي من المال لدعم نفسها».
ما الذي سنقوله إذا عن فيليس ويتلي، التي كانت عبدة، لم تكن تملك حتي نفسها؟
هذه الفتاة الغليظة والضعيفة، السوداء التي تحتاج إلى خدمٍ لنفسها في كثير من الأحيان؛ لكون صحتها في خطر كبير، والتي لو كانت بيضاء، لكان من السهل اعتبارها رمز للثقافه الفكرية لدي جميع النساء ومعظم الرجال في المجتمع وقتها. [21]
وتتابع ووكر بأن ويتلي في وضع مختلف تمامًا عن راوية مقال وولف، حيث أنها لا تملك نفسها، وأقل بكثير «غرفة خاصة بها».

## روابط خارجية
- غرفة تخص المرء وحده على موقع الموسوعة البريطانية (الإنجليزية)